# Inclinazione assiale

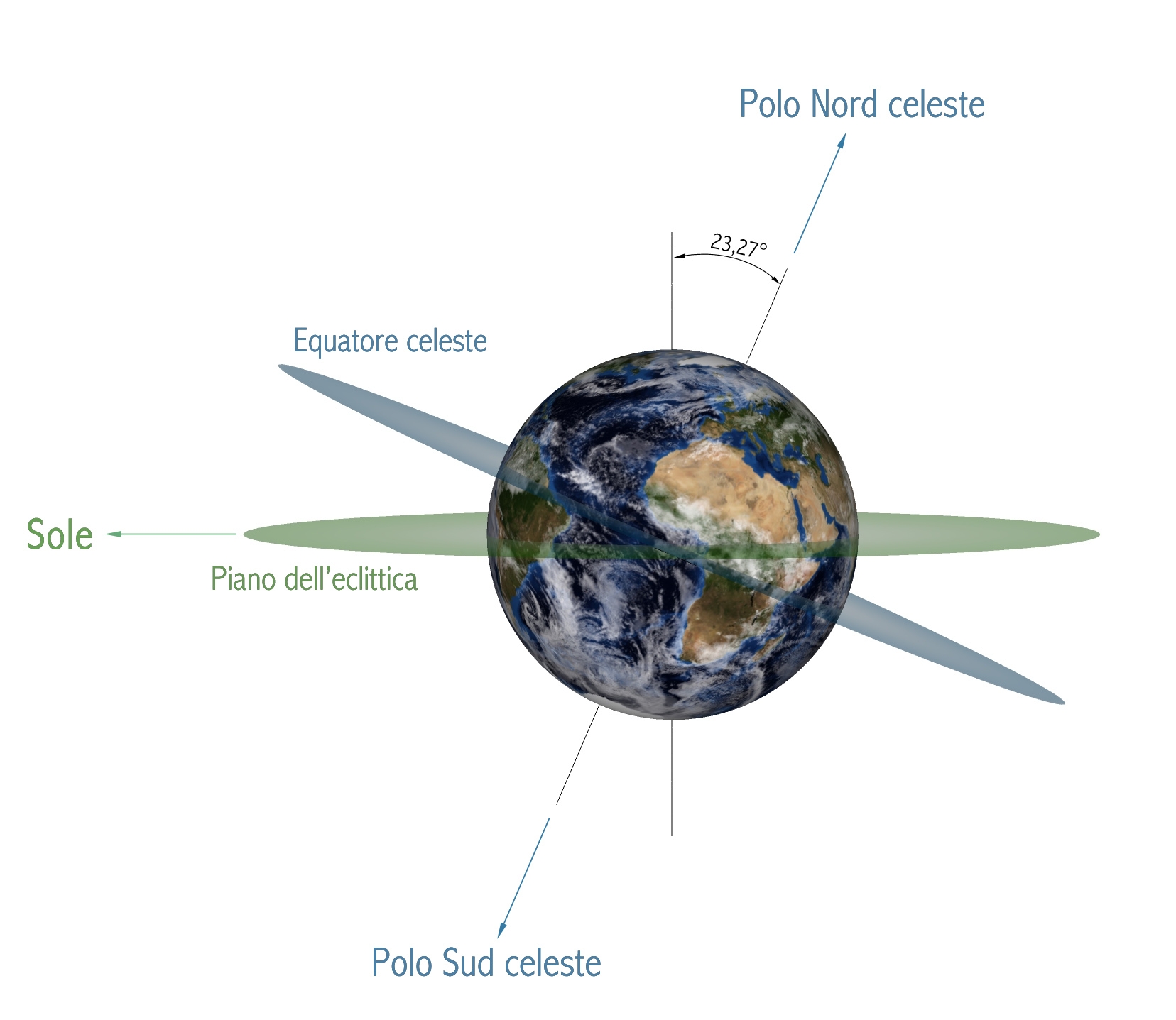
L'inclinazione assiale della Terra, con evidenziati i piani dell'eclittica e dell'equatore celeste. L'asse di rotazione individua il Polo Nord celeste e il Polo Sud celeste.

L'inclinazione assiale, in astronomia, è l'angolo di inclinazione dell'asse di rotazione del moto di rotazione di un pianeta in rapporto alla perpendicolare rispetto al piano orbitale del moto di rivoluzione dello stesso pianeta. Un pianeta il cui asse di rotazione è perpendicolare al piano dell'orbita ha un'inclinazione assiale di 0°.
Nel nostro sistema solare, il piano orbitale della Terra è noto come piano dell'eclittica.

## Inclinazione dell'asse terrestre
La Terra ha un'inclinazione assiale, denotata dalla lettera greca ε (epsilon), che attualmente è di 23° 26' (il valore ufficiale per l'IAU è 23°26′11.570″  o 23.4365472133°, al 1º gennaio 2021). Questo valore rimane costante relativamente al piano dell'orbita durante il ciclo della precessione degli equinozi. L'eclittica però oscilla a causa delle perturbazioni planetarie e la sua obliquità non è pertanto costante. Attualmente sta diminuendo di circa 46.8″ arcosecondi al secolo.
È inclinata nella stessa direzione per tutto l'anno, tuttavia, dato che la Terra orbita attorno al Sole, l'emisfero inclinato verso il Sole gradualmente viene a trovarsi in direzione opposta, e viceversa. Questa è la causa principale dell'alternarsi delle stagioni. Quando un emisfero è inclinato verso il Sole ha giorni più lunghi e notti più corte. L'inclinazione assiale non solo causa il variare delle ore di luce, ma provoca anche l'angolazione con cui la luce solare colpisce la Terra, più verticale in estate, meno in inverno.

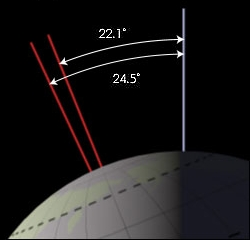
Estensione minima e massima dell'inclinazione assiale della Terra

L'inclinazione assiale della Terra oscilla tra 22,1° e 24,5° con una periodicità di circa 40000 anni, mentre la direzione dell'inclinazione subisce una graduale precessione, muovendosi lentamente lungo un cerchio in un periodo di circa 26000 anni.
Altri fattori possono cambiare l'inclinazione assiale della Terra, e degli altri pianeti.
Nel tempo, la precessione assiale cambia il punto dell'orbita della Terra nel quale iniziano le stagioni (precessione degli equinozi). Questo ha effetti minimi sull'ammontare dell'insolazione nei periodi in cui l'orbita è poco eccentrica, ma può avere grandi effetti sull'impeto delle stagioni quando l'orbita della Terra è estremamente ellittica (cicli di Milanković). Infatti l'eccentricità dell'orbita terrestre è attualmente di circa 0,0167 ed è quasi circolare, ma nel corso di centinaia di migliaia di anni, l'eccentricità dell'orbita terrestre varia da quasi 0,0034 a quasi 0,058 a causa delle attrazioni gravitazionali con gli altri pianeti.

L'asse della Terra rimane orientato nella stessa direzione con riferimento alle stelle sullo sfondo indipendentemente da dove si trova nella sua orbita. L'estate nell'emisfero settentrionale si verifica sul lato destro di questo diagramma, dove il polo nord (rosso) è diretto verso il Sole, l'inverno a sinistra.

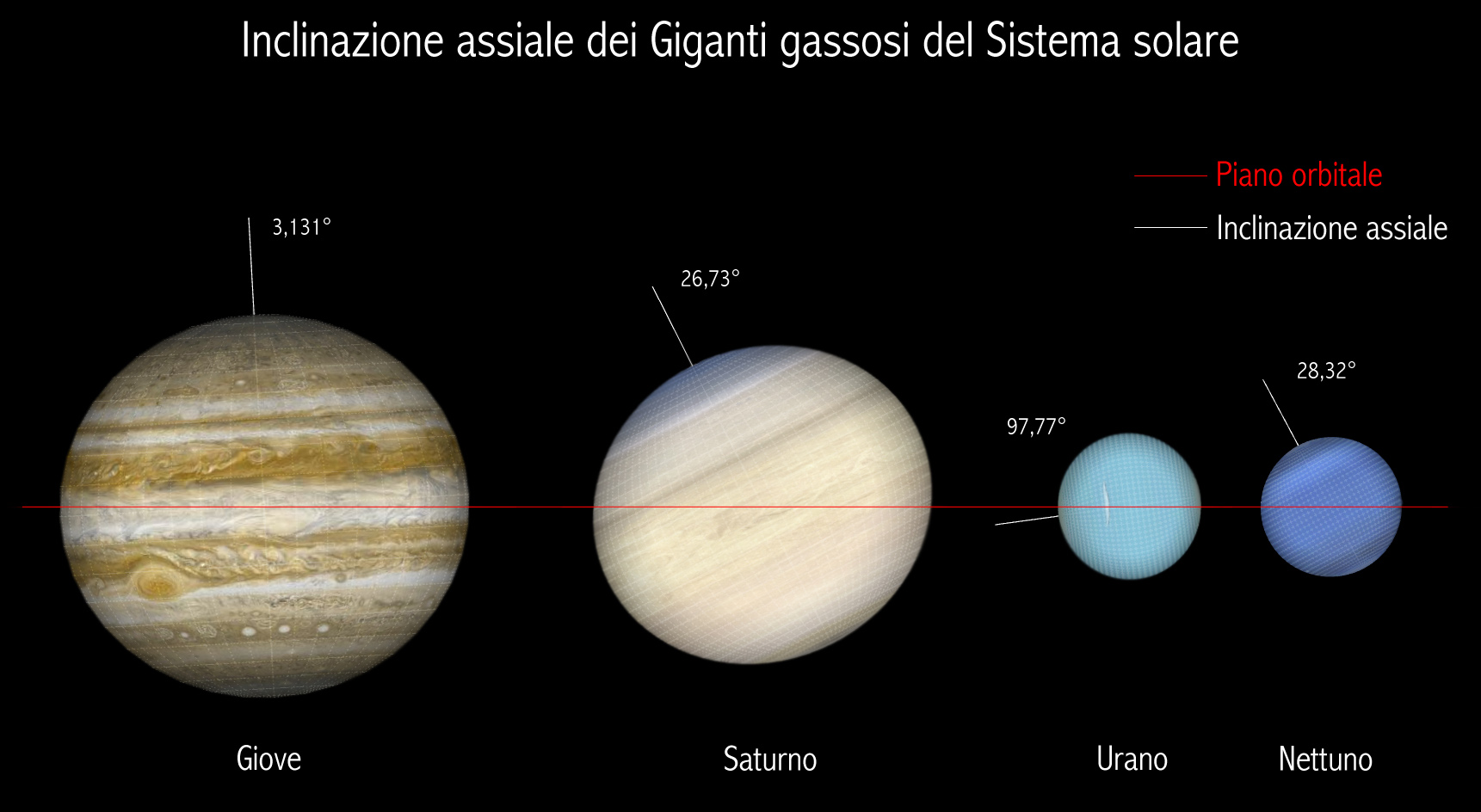
Confronto tra le inclinazioni assiali dei Giganti gassosi.

Relazione tra l'inclinazione assiale della Terra (ε) rispetto ai circoli tropicale e polare